# Joaquín Bondoni
Joaquín Bondoni Gress (Ciudad de México, 8 de mayo del 2003) es un actor mexicano, conocido por interpretar el papel de Cuauhtémoc "Temo" López en Mi marido tiene más familia (2018) y Juntos el corazón nunca se equivoca (2019). 
Es hijo del actor uruguayo Uberto Bondoni y de Elizabeth Gress.

## Carrera
Se capacitó actoralmente en el Centro de Educación Artística, en la Ciudad de México. Hizo su debut en 2010 participando en producciones de televisión como La rosa de Guadalupe, Como dice el dicho, Ni contigo ni sin ti y La piloto.
Fue parte del grupo musical Tres 8 Uno en el 2018.
En 2018 se integra a la segunda temporada de la telenovela Mi marido tiene familia en dónde comparte créditos con Arath de la Torre y Emilio Osorio e interpreta el papel de Cuauhtémoc "Temo" López, un joven protector y con un secreto con el que muchos se identifican. Él se ha dado a conocer debido a su personaje homosexual dentro de la telenovela. Además fue protagonista junto a Emilio Osorio en la obra teatral «Aristemo el musical», en donde interpretó su primera canción «Si me dices que me quieres».
En 2019 se unió al elenco de la serie Juntos el corazón nunca se equivoca, dónde nuevamente interpreta el mismo personaje Cuauhtémoc "Temo" López y vuelve a compartir créditos con Emilio Osorio. También ese mismo año fueron lanzadas tres canciones cantadas por él en plataformas digitales en colaboración con el actor Emilio Osorio.
En 2022, lanza su primer EP, titulado «Galáctica», con sencillos como «Black», «Distorsión» y «Dragón». Regresa al teatro en 2023, con la primera adaptación al español del musical de Londrés Todo el Mundo Habla de Jamie, compartiendo el papel principal de "Jamie", junto a Nelson Carreras.En ese mismo año, protagoniza el cortometraje Cobalto, junto a Luis Vegas bajo la dirección de Julián Hernández.
En 2024, es anunciado que regresaría a la televisión mexicana con la telenovela Papás por conveniencia, bajo la dirección de Rosy Ocampo para el canal de Las Estrellas.

## Filmografía

### Televisión
| Televisión  | Televisión                          | Televisión              | Televisión                                           |
| Año         | Título                              | Personaje               | Notas                                                |
| ----------- | ----------------------------------- | ----------------------- | ---------------------------------------------------- |
| 2010 - 2018 | La Rosa de Guadalupe                | Sebastián               | Episodio: «Una atención constante»                   |
| 2010 - 2018 | La Rosa de Guadalupe                | Rómulo (niño)           | Episodio: «Nuestra primera Navidad feliz»            |
| 2010 - 2018 | La Rosa de Guadalupe                | Nico                    | Episodio: «No es más fuerte que el amor»             |
| 2010 - 2018 | La Rosa de Guadalupe                | Fabricio                | Episodio: «Policías y ladrones»                      |
| 2010 - 2018 | La Rosa de Guadalupe                | Emilio                  | Episodio: «Un cuento para soñar»                     |
| 2010 - 2018 | La Rosa de Guadalupe                | Rufino                  | Episodio: «Amor geek»                                |
| 2010 - 2018 | La Rosa de Guadalupe                | Bernardo                | Episodio: «Con distinta alma»                        |
| 2010 - 2018 | La Rosa de Guadalupe                | Juanjo                  | Episodio: «La casi»                                  |
| 2010 - 2018 | La Rosa de Guadalupe                | Ernesto                 | Episodio: «Amor distinto»                            |
| 2011        | Ni contigo ni sin ti                | Pedrito                 | Episodios: «La revelación, Terrible incendio»        |
| 2012        | Miss XV                             | Joaquín                 | Participación especial                               |
| 2017        | La piloto                           | Jerry                   | Episodio: «Un secreto»                               |
| 2018        | Como dice el dicho                  | Jaime                   | Episodio: «El buen morir es el premio al buen vivir» |
| 2018 - 2019 | Mi marido tiene más familia         | Cuauhtémoc "Temo" López |                                                      |
| 2019        | Juntos el corazón nunca se equivoca | Cuauhtémoc "Temo" López | Debut papel protagónico                              |
| 2019        | Alma de ángel                       | Cuauhtémoc "Temo" López | Episodio: «Esmeralda (La medium)»                    |
| 2024        | Papás por conveniencia              | Checo Chamorro Chagoyan | Recurrente                                           |

### Cortometrajes
| Año  | Título  | Personaje |
| ---- | ------- | --------- |
| 2023 | Cobalto | Damián    |

## Teatro
| Año  | Título                       | Personaje               |
| ---- | ---------------------------- | ----------------------- |
| 2016 | Una tarde cualquiera         | Armandito               |
| 2019 | Aristemo el musical          | Cuauhtémoc "Temo" López |
| 2020 | Distorsión                   | Francisco y Federico    |
| 2023 | Todo el mundo habla de Jamie | Jamie                   |

## Discografía
Sencillos
- Black (2020)[24]
- Distorsión (2021)[25]
- Dragón (2022)[26]

Extended Play
- 2022: Galáctica

## Premios y nominaciones
| Año  | Premio                    | Categoría                 | Trabajo                             | Resultado |
| ---- | ------------------------- | ------------------------- | ----------------------------------- | --------- |
| 2019 | Premios ERES              | Mejor actor               | Mi marido tiene más familia         | Nominado  |
| 2019 | Premios ERES              | Mejor Beso                | Mi marido tiene más familia         | Ganador   |
| 2019 | TV Adicto Golden Award    | Revelación masculina      | Mi marido tiene más familia         | Ganador   |
| 2019 | E! Online TV's Top Couple | Mejor pareja              | Aristóteles y Temo                  | Ganador   |
| 2019 | MTV Millennial Awards     | Mejor Fandom              | Fandom Aristemo                     | Nominado  |
| 2019 | MTV Millennial Awards     | Pareja en llamas          | Emilio Osorio y Joaquín Bondoni     | Nominado  |
| 2019 | Spoiler TV Character Cup  | Mejor personaje           | Temo López                          | Ganador   |
| 2019 | E! Online TV Scoop Awards | Mejor estrella revelación | Juntos el corazón nunca se equivoca | Ganador   |
| 2019 | Kids Choice Awards México | Artista revelación        | Mi marido tiene más familia         | Ganador   |
| 2019 | Kids Choice Awards México | Ship favorito             | Mi marido tiene más familia         | Ganador   |
| 2020 | Queerties Awards          | Agente de cambio          | Él mismo                            | Ganador   |
| 2020 | Premios Nova Más          | Mejor Beso                | Mi marido tiene más familia         | Ganador   |
| 2020 | Padrísimo Awards          | Mejor actor juvenil       | Mi marido tiene más familia         | Ganador   |
| 2020 | Padrísimo Awards          | Mejor portada             | Él mismo                            | Ganador   |
| 2020 | Padrísimo Awards          | Mejor canción masculina   | Si Me Dices Que Me Quieres          | Ganador   |
| 2020 | Kids Choice Awards México | Actor favorito            | Juntos el corazón nunca se equivoca | Ganador   |
| 2020 | BreakTudo Awards          | Ship de ficción           | Juntos el corazón nunca se equivoca | Nominado  |
| 2020 | Premios TVyNovelas        | Beso más delicioso        | Juntos el corazón nunca se equivoca | Ganador   |
| 2020 | Premios TVyNovelas        | Pareja favorita           | Juntos el corazón nunca se equivoca | Ganador   |
| 2020 | Premios TVyNovelas        | Estrella influencer       | Él mismo                            | Nominado  |
| 2022 | Fans Choice Awards        | Pop Juvenil               | Él mismo                            | Ganador   |